# Hosjön, Falun
Hosjön är en sjö i Falu kommun i Dalarna och ingår i Dalälvens huvudavrinningsområde. Sjön har en area på 1,41 kvadratkilometer och ligger 108,1 meter över havet. Sjön avvattnas av vattendraget Korsnäsströmmen.
Sjön fylls på av Sundbornsån och rinner via Korsnäs ström ut i Runn. Den ingår således i Svärdsjövattendragets vattensystem. På den södra sidan av sjön ligger Falu-stadsdelen Hosjö, medan det på den norra sidan är landsbygd. Bland annat är Rottneby herrgård beläget norr om Hosjön. I öster finns en vik som heter Romsarvsviken. Att gå runt sjön innebär en promenad på ca 6-8 kilometer.
I Hosjöns vatten lever bl.a. abborre, mört, gädda och musslor.

## Delavrinningsområde
Hosjön ingår i delavrinningsområde (672153-149573) som SMHI kallar för Utloppet av Hosjön. Medelhöjden är 163 meter över havet och ytan är 12,8 kvadratkilometer. Räknas de 188 avrinningsområdena uppströms in blir den ackumulerade arean 2 108,62 kvadratkilometer. Lillälven som avvattnar avrinningsområdet har biflödesordning 2, vilket innebär att vattnet flödar genom totalt 2 vattendrag innan det når havet efter 216 kilometer. Avrinningsområdet består mestadels av skog (57 procent). Avrinningsområdet har 1,32 kvadratkilometer vattenytor vilket ger det en sjöprocent på 10,4 procent. Bebyggelsen i området täcker en yta av 1,23 kvadratkilometer eller 10 procent av avrinningsområdet.